# Borg (クラスタマネージャ)
BorgはGoogleが使用するクラスタマネージャである。Borgの存在が、同様のアプローチを行うDockerやKubernetesが広く普及するきっかけとなった。